# Komodifikacija baštine
Komodifikacija baštine je proces kojim se kulturne teme i izričaji vrednuju prvenstveno u smislu njihove razmjenske vrijednosti, posebno u kontekstu kulturnog turizma. Ti kulturni izričaji i aspekti baštine postaju "kulturna roba" koja se pretvara u robu koja se kupuje, prodaje i profitira u turizmu baštine. U kontekstu suvremene globalizacije, u lokalnim društvima proizvode se složeni i često kontradiktorni slojevi značenja, a marketing nečijih kulturnih izričaja može degradirati određenu kulturu dok istovremeno pomaže u njezinoj integraciji u globalnu ekonomiju. Repatrijacija profita ili "curenje" do kojeg dolazi s priljevom turističkog kapitala u turističku baštinu (uključujući prodavače rukotvorina, prodavače hrane, proizvođače košara i nekoliko drugih predmeta koji se proizvode lokalno i oslanjaju se na turistički kapital) je ključni dio svakog održivog razvoja koji se može smatrati korisnim za lokalne zajednice. Suvremeni baštinski turizam reproducira gospodarsku dinamiku koja se oslanja na kapital turista i poduzeća za stvaranje održive održivosti. Turizam je često izravno povezan s gospodarskim razvojem, pa mnogi vjeruju da globalizacija omogućuje bolji pristup vitalnim medicinskim uslugama i potrepštinama.
Turistička industrija bilježi brzi rast u posljednja dva desetljeća, a ekspanzija će se vjerojatno nastaviti i u budućnosti.  2008. godine ostvareno je gotovo jedna milijarda dolazaka(kamo?), u usporedbi sa samo dvadeset pet milijuna u 1950. Štoviše, u 2008. godini turizam je izravno iznosio gotovo jedan trilijun američkih dolara. Diljem svijeta približno 5% BDP-a stvara turizam, a sličan udio ljudi zaposlen je u turizmu. Kako svaka kultura orijentirana na turizam treba posebnu 'snagu' za privlačenje turističkih prijestolnica, prihvatljivo je prisvojiti aspekte njihove baštine kako bi se turistima ostavio dojam 'autentičnog' iskustva. Na taj način turizam zajednicama nudi mogućnost da se definiraju i ojačaju svoj identitet komercijaliziranjem određenih kulturnih aspekata koje zajednica smatra važnima i vrijednima obnove. Turističke destinacije moraju imati specifičan skup karakteristika koje ih izdvajaju od svake druge destinacije, a tu lokalne zajednice biraju kako će se predstaviti svijetu. Ova moć stvaranja identiteta i reprodukcije mehanizama identiteta grupe u području kulturnog turizma omogućuje lokalnom stanovništvu da izrazi svoj etnički ponos i "prožima mjesta i događaje identitetima koji najbolje predstavljaju njihove posebne interese i vrijednosti".

## Autentičnost i turistički pogled
Sociolog John Urry objašnjava "turistički pogled" kao skup očekivanja koje turisti postavljaju pred lokalno stanovništvo kada sudjeluju u baštinskom turizmu, u potrazi za "autentičnim" iskustvom. Kao odgovor na turistička očekivanja i često kulturne i rasne stereotipe, lokalno stanovništvo odbija "pogled" očekivanja turista kako bi izvuklo financijsku korist. Turisti ne mogu snositi svu krivnju za ovaj proces, međutim, jer agresivno promovirani marketinški napori turoperatora, popularnih medija i lokalnih vlasti pridonose stvaranju turističkog "pogleda". Taj se pogled često opisuje kao destruktivan proces u kojem se važne lokalne kulturne manifestacije često svode na robu, a te tradicije gube naklonost lokalnog stanovništva. Oni također mogu biti ometajući kada lokalno stanovništvo postane opsjednuto ekonomskim procesom u kojem se određeni oblici kulturnog izražavanja cijene više od drugih, a kulturna pitanja koja se ne mogu lako komercijalizirati mogu pasti u nemilost i biti izgubljena. Ovaj pogled također može poslužiti kao pojačivač etničkog identiteta, jer može oživjeti kulturne tradicije koje su možda pale u nemilost pod ostacima kolonijalizma i imperijalizma. Zbog važnosti turističkog kapitala u mnogim lokalnim zajednicama, autohtoni narodi su u dinamici u kojoj kulturna "autentičnost" postaje nešto vrlo opipljivo i bitno za gospodarski uspjeh. Ovo "rekonstrukcija etničke pripadnosti" postaje važno jer lokalno stanovništvo ima tendenciju usvajanja kulturnih obrazaca i ponašanja za koje vjeruju da će privući više turista. Mještani se oslanjaju na stereotipe koje zapadnjaci imaju o svojoj kulturi i pokušavaju ih živjeti najbolje što mogu kako bi zadovoljili zahtjeve potrošača. Moć "turističkog pogleda" za promicanje etničkog ponosa i identiteta također se može koristiti za uništavanje etničkog ponosa i identiteta kada se očekivanja turista ne poklapaju sa svakodnevnom stvarnošću lokalnog stanovništva.U selu San Jose Succotz u Belizeu, lokalno stanovništvo Maja odreklo se mnogih svojih tradicionalnih običaja i tradicija. Međutim, zbog blizine drevnih majanskih ruševina i interesa turista za njihova područja, seljani su počeli putovati u prošlost i rekreirati tradicionalne majanske kulturne obrasce i tradiciju. Kad se te slike reproduciraju, njihovi identiteti potpuno se mijenjaju i one oživljavaju u 'etnografskoj sadašnjosti' autohtonih klasičnih kulturnih izričaja Maja i obrazaca korištenja zemlje. Nažalost, ova "akcija" čak i iskusnim turistima daje dojam da su Maje izumrle. godine i da je njihovu tradiciju oživjelo samo lokalno stanovništvo, zamagljujući stvarnost da Maja danas ima više od milijun.

## Osporena autentičnost
Antropolog je ispitao kako jedno majansko selo na meksičkom poluotoku Yucatan smatra turizam opasnim, a urbane Maje strancima u glavnom majanskom društvu. Čak se i majanska sela, odakle dolazi većina radnika migranata koji putuju u Cancun i druga turistička odredišta, pitaju kako je to biti Maya, a migrante koji idu u Cancun smatraju "manje Majama" od onih koji tamo ostaju. Nakon obećanja o radu i socio-ekonomskom napretku u turističkim odredištima Cancuna, radnici migranti se smatraju "demajaniziranim" od strane Maya. Tradicionalne Maye su urbane Maye "postavile" kao strategiju da zadrže svoj tradicionalni način života netaknutim. Ovaj antropolog smatra da se tradicionalne Maje boje urbanizacije svog naroda zbog kulturne komercijalizacije koja često prati turističku industriju.Ovu potencijalnu komercijalizaciju smatraju štetnom za tradicionalni način života Maja, osobito antropolozi koji imaju negativan ideološki pogled na turizam. Međutim, ova se ideja ne može generalizirati na druge zajednice Maya u Yucatánu ili čak na druge autohtone zajednice u Meksiku ili bilo gdje drugdje u Latinskoj Americi. Nasuprot tome, postoje primjeri diljem Yucatána i Quintana Rooa gdje su Maye snažno uključeni u sektor turističkih usluga na pozitivan i voljan način. Za razliku od jedne gore spomenute zajednice, zajednice Maya kao što su Tulum, Rio Lagartos, Holbox, Isla Mujeres, Dzitnup, Ebtun, Piste, Santa Elena i Xcalacoop, da spomenemo neke, imaju lokalna gospodarstva potpuno integrirana u turističku mrežu i također održavati tradicionalnu kulturu. Budući da je turizam ekonomska uslužna industrija koja je stvorena iz kapitalizma, stoga uvijek postoje nejednake koristi; to se događa bez obzira na rasni ili kulturni identitet onih koji imaju koristi i onih koji nemaju toliko koristi. Iako se od naroda Maya ne traži da se bavi turističkom industrijom, turizam često uključuje čitave gradove i tržnice Maja. Iako je većina ljudi uključenih u neformalni sektor svjesna svoje podređene ekonomske uloge u većem globalnom sustavu, prodavači rukotvorina nastavljaju "nastupati" za zapadne turiste kako bi njihova kulturna roba i "roba" izgledali "autentičnije". ' i dobiti turistički kapital. Ova disjunkcija između javnog nastupa i svakodnevnog života stalna je stvarnost za mnoge Maye koji žive i rade u Srednjoj Americi. Izleti baštinskog turizma obično su povezani s jednom etničkom skupinom na određenom mjestu. U tom kontekstu, tema i mjesto postaju određujuća karakteristika naroda isključujući druge perspektive. To stvara dinamiku u kojoj turisti koriste "upitni pogled", u kojem pitanja i skepticizam putnika prodiru u komercijalnu prezentaciju mjesta i potkopavaju dominantni narativ producenta. Kada turist osjeti da mjesto baštine prenosi upitnu interpretaciju kulturnog izričaja ili iskustva, mjesto gubi svoju "autentičnost" i postaje manje utrživo i teže ga je komercijalizirati. Tri mjesta u Keniji prate komercijalizaciju aspekata plemenske kulture Maasai i kako se ta mjesta reklamiraju s različitim stupnjevima komercijalizacije i autentičnosti kako bi se ispunila očekivanja turista.

### Ranč Mayers
Ovo mjesto, koje je izgradila britanska obitelj u Velikoj rascjepnoj dolini 30 milja od Nairobija, pretvorilo je Maasai kulturne izričaje kroz povijesne rekonstrukcije Maasai ratnika u tradicionalnoj pjesmi i plesu, na ugodnoj sigurnoj udaljenosti od turista. U tim je predstavama kultura Maasaija prikazana kao ahistorična i statična. Uložen je svaki napor kako bi se uskladio s turističkim 'izgledom' i prenio osjećaj autentičnosti, prvenstveno kroz kontraste između civiliziranog Europljanina i primitivnog Afrikanca.Ovu stranicu je na kraju zatvorila kenijska vlada jer je kolonijalna priroda predstavljanja Maasai kulture bila uvredljiva za mnoge Kenijce (jer su bijelci proizvodili slike crnaca) i Afroamerikance.

### Selo Bomas u Keniji
Ovo povijesno mjesto primarno je namijenjeno urbanim Kenijcima, tako da je komercijalizacija ovih posebnih tema posebno problematična jer je u ovom slučaju većina turista zapravo zainteresirana za povijesni narativ koji se reklamira na mjestu. Kako bi se usadio kritički osjećaj autentičnosti, formirane su nacionalne folklorne skupine koje pričaju priče koje namjerno promiču kenijski nacionalizam/etničku jednakost. Predstave se održavaju u vrlo modernojStadium Areni, koja je mješavina modernog i tradicionalnog i odražava šire kenijski društvo. Prikaz različitih etničkih skupina u Keniji i kulturološki relevantni narativi prenose politički nabijenu poruku: kenijski nacionalizam. Kada su turisti koji posjećuju neko mjesto pravi akteri u procesu, kultura se ne može jednostavno prodati kao roba. Komodifikacija Maasai kulture je lokalno upravljana i proizvedena u ovim okolnostima.

### Kichwa Tembo (Out of Africa Sundowner)
Ovo je luksuzno turističko mjesto koje uglavnom služi bogatim zapadnim turistima. Na ovom povijesnom mjestu, Maasai izvođači miješaju se s turistima tijekom nastupa, uključujući ih u mnoge aspekte nastupa. Slike pop kulture Afrike dominiraju izvedbom, vraćajući se na klasične filmove kao što je Out of Africa. Sve udobnosti doma prisutne su u luksuznim kolibama, a mjesto je uglavnom namijenjeno zabavi turista, ne nužno "autentičnosti". U ovom slučaju, pogled turista koristi se kao izgovor za veće iskustvo luksuznog, afričkog safarija. Sve povijesne napetosti i kontrasti su razriješeni, a izvedbe uključuju mješavinu Hakuna matata, Kum Bah Ya i jamajčanskog reggaea. Sve je to suludo ukorijenjeno u lokalno ukorijenjenom afričkom kontekstu. Maasai kultura je komodificirana da predstavlja popularnu američku sliku o tome kako izgledaju afričke kulture, a ne autentične afričke reprezentacije. Ove implementacije osiguravaju povećanu dostupnost sigurnih i troškovno učinkovitih osnovnih uređaja. Maasai su uključeni u ovaj proces, ali imaju relativno malu kontrolu nad svojim predstavljanjem jer su proizvodne snage putničkih agencija skrivene, ali dominiraju u procesu interpretacije.Mnogi Maasai ljudi prisiljeni su biti spremni igrati na komodificiranim stereotipima svoje kulture radi ekonomske koristi.

## Mjesto kao roba: eko-turizam
Specifični prirodni atributi mjesta također mogu postati roba, jer okoliš lokaliteta može postati "dobro", jednako važno kao i kulturna baština u privlačenju turističkog kapitala. Nasljeđe stanovništva je nedvojbeno povezano s njihovim lokalnim okruženjem. Međutim, u slučaju ekoturizma, obrazovanje o održivosti i očuvanju uobičajene su teme koje se pojavljuju u retorici industrije. Alternativni oblik turizma, ekoturizam definiran je kao "oblik turizma inspiriran prvenstveno prirodnom poviješću nekog područja, uključujući njegove autohtone kulture". Ekoturizam općenito ima mali utjecaj na lokalni okoliš i omogućuje turistima da poboljšaju prirodne resurse i karakteristike destinacije. Ovi turistički programi osiguravaju kapital koji se može upotrijebiti za poboljšanje gospodarske situacije u lokalnim područjima i također pomažu u financiranju napora za očuvanje kako bi se nadoknadila dugoročna degradacija okoliša uzrokovana turističkim aktivnostima. Kako bi podržale ciljeve ekoturizma, lokalne zajednice imaju priliku opsežnije surađivati s vladinim organizacijama, nevladinim organizacijama i privatnim turističkim tvrtkama u dizajnu i proizvodnji turističkih destinacija. Ekoturizam može lokalnom stanovništvu ponuditi političko i gospodarsko djelovanje nad proizvodima njihova rada i nametnuti određeni stupanj kontrole nad njihovim gospodarskim razvojem.